# Утея
Утея, Утойя (норв. Utøya) — острів на озері Тюріфйорд у комуні Огуді фюльке Бускерюд (Норвегія).
Острів належить молодіжній політичній партії AUF, яка влаштовує літній молодіжний табір на острові.
Острів став сумнозвісним після нападу на молодіжний табір 22 липня 2011 року, унаслідок якого за уточненими даними загинули 68 людей.